# ロシア高速鉄道

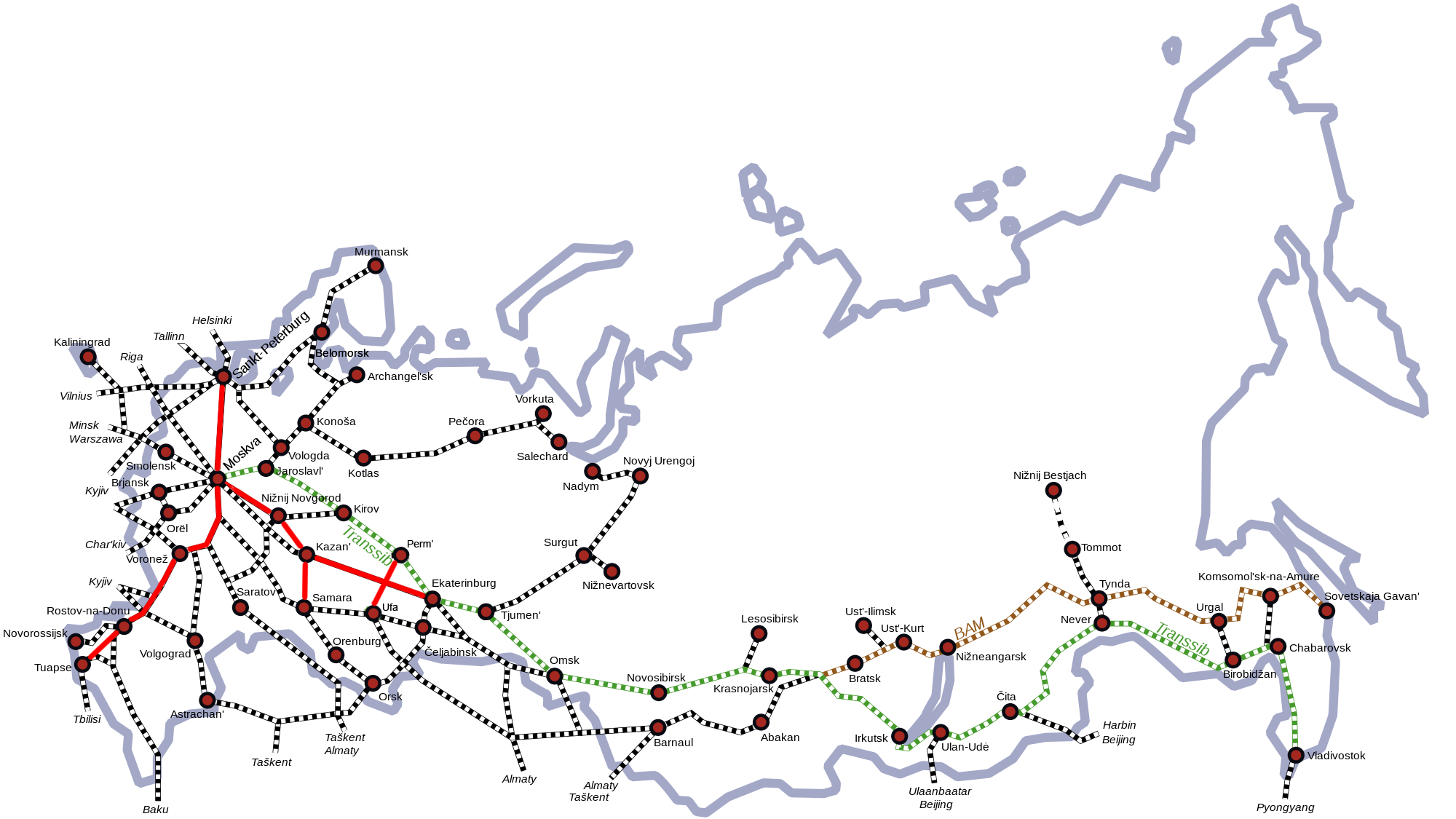
2030年までに開通が予定されている高速鉄道路線網

ロシア高速鉄道（ロシアこうそくてつどう、露：Высокоскоростные железные дороги в России）は、ロシア鉄道 (РЖД) の高速鉄道路線である。

## 概要

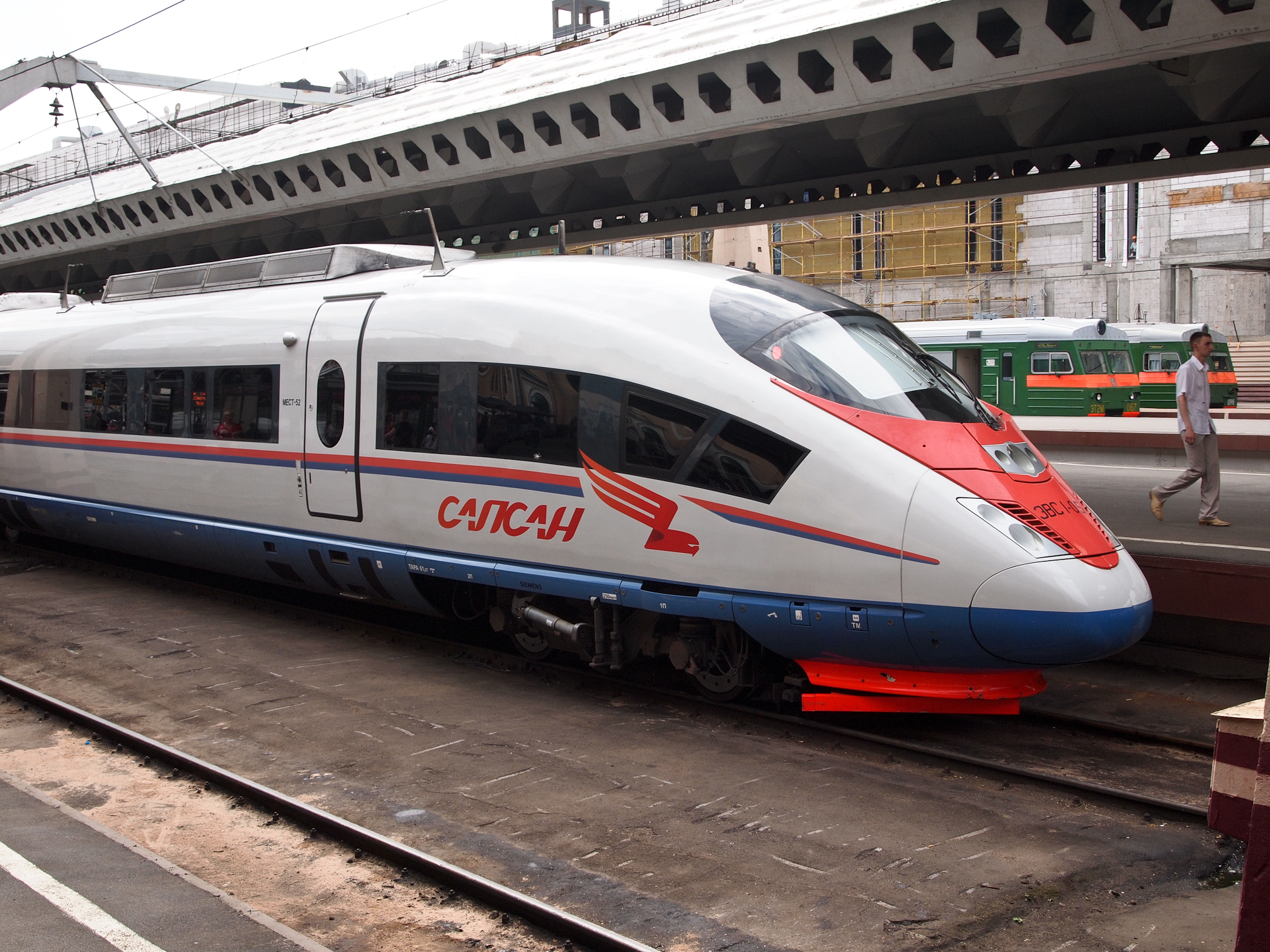
サプサン

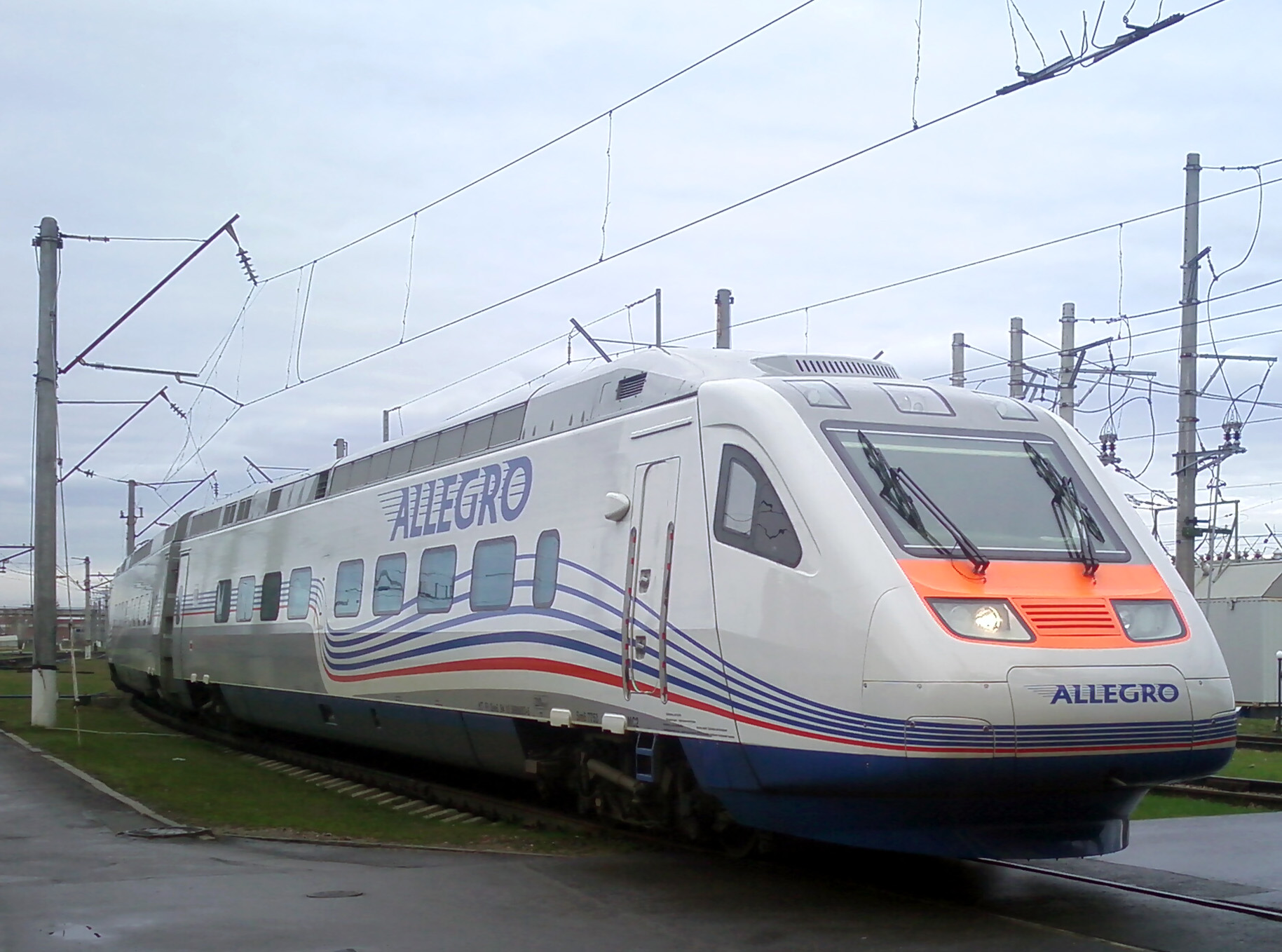
カレリアントレインズSm6電車（アレグロ）

1974年、最高速度200km/h走行を目指して試験車両が2編成製造された。RT-200型（ルスカヤ・トロイカ）は1975年から1980年まで試験走行を行った後に引退した。ЭР200型は1984年3月から2009年2月まで定期運用に就いた後に引退した。

## 運行中の路線
- モスクワ・サンクトペテルブルク鉄道2009年12月18日よりヴェラロシリーズのサプサンを最高速度250km/hで運行しており、ロシア連邦最速である[1]。

- サンクトペテルブルク - ヘルシンキ鉄道2010年12月10日よりカレリアントレインズSm6電車（アレグロ）を運行している。ロシア内のほとんどの区間で速度200km/h、フィンランド内の一部区間で速度220km/hで運行している[2]。これにより、サンクトペテルブルク - ヘルシンキ間の所要時間が5.5時間から3.5時間に短縮された。

- モスクワ - ニジニ・ノヴゴロド鉄道2010年7月30日よりヴェラロシリーズのサプサンを運行している[3]。3編成のうち2編成はモスクワ - ニジニ・ノヴゴロド間を、1編成はサンクトペテルブルク - ニジニ・ノヴゴロド間を運行している。後者は所要時間が14時間から8.5時間に短縮された[4]。

## 計画中の路線
- モスクワ・カザン高速鉄道2013年、サンクトペテルブルクの経済フォーラムにてウラジーミル・プーチン大統領により発表された。全長770kmの高速鉄道専用線を最高速度400km/hの規格で建設し、2020年に開通予定。現状ではモスクワ - カザン間の所要時間が13時間であるところが3.5時間に短縮される見通し[5]。

- モスクワ・サンクトペテルブルク高速鉄道2010年2月、ロシア鉄道はモスクワ - サンクトペテルブルク間にヨーロッパ基準の高速鉄道新線を建設することを発表した[6]。高規格の路線による速度向上や踏切の解消による安全性向上だけでなく、モスクワ・サンクトペテルブルク鉄道で逼迫している輸送需要に答えるための輸送力増強も目的のひとつとされている。新線はロシア軌間である1520mmで既存路線と平行に建設される。

2010年4月1日、新線は最高速度400km/hの規格で建設することが発表された。これにより、所要時間は2.5時間に短縮される。需要は初年度で1400万人の利用者を見込んでいる。
- 北京・モスクワ高速鉄道2015年に浮上した北京 - モスクワ7,000kmを30時間で結ぶ計画である[7]。ウランバートル、イルクーツク、アスタナ、チェリャビンスク、カザンを経由し、建設費は2420億米ドルの予定である。

- モスクワ - ソチ間

- モスクワ - カリーニングラード間

- モスクワ - リガ間